# 월산초등학교 (충남)
월산초등학교는 대한민국 충청남도 공주시 정안면 정안마곡사로 396 (월산리)에 있었던 초등학교이다.

## 연혁
- 1937년 7월 27일 정안공립보통학교 문천간이학교로 개교
- 1944년 4월 10일 정안공립국민학교 월산분교로 개칭
- 1949년 9월 30일 월산국민학교로 승격
- 1984년 3월 12일 병설유치원 개원
- 1996년 3월 1일 월산초등학교로 개칭
- 2008년 3월 1일 정안초등학교에 통합